# Зайцев, Яков Павлович
Яков Павлович Зайцев (1918—1973) — младший лейтенант Рабоче-крестьянской Красной Армии, участник Великой Отечественной войны, Герой Советского Союза (1944).

## Биография
Яков Зайцев родился 6 января 1918 года в селе Никольское (ныне — Усманский район Липецкой области). Получил неполное среднее образование, после чего работал слесарем в автомастерской в Сочи. В 1938 году Зайцев был призван на службу в Рабоче-крестьянскую Красную Армию. В 1939 году он окончил полковую школу. С мая 1942 года — на фронтах Великой Отечественной войны. К февралю 1944 года гвардии младший лейтенант Яков Зайцев командовал взводом противотанковых ружей 336-го гвардейского стрелкового полка 120-й гвардейской стрелковой дивизии 3-й армии 1-го Белорусского фронта. Отличился во время освобождения Гомельской области Белорусской ССР.
В феврале 1944 года Зайцев переправился через Днепр к северу от Рогачёва и первым в своём подразделении ворвался в город. В уличных боях он уничтожил несколько десятков немецких солдат и офицеров.
Указом Президиума Верховного Совета СССР от 3 июня 1944 года за «образцовое выполнение боевых заданий командования на фронте борьбы с немецкими захватчиками и проявленные при этом мужество и героизм» гвардии младший лейтенант Яков Зайцев был удостоен высокого звания Героя Советского Союза с вручением ордена Ленина и медали «Золотая Звезда» за номером 3060.
После окончания войны Зайцев был демобилизован. Проживал в Сочи, работал заведующим складом ремстройгруппы Сочинского курортторга. Умер 19 мая 1973 года.
Был также награждён орденом Отечественной войны 1-й степени и рядом медалей.